# Isidore Patrois
Lazare Isidore Patrois, né le 2 février 1815 à Noyers (Yonne) et mort le 18 janvier 1884 à Fribourg, est un peintre français.

## Biographie
Isidore Patrois a d'abord travaillé comme dessinateur de tissus, puis il a étudié avec Raymond Quinsac Monvoisin. Il débute par des paysages dans le style de l'école de Barbizon. À partir de 1852, il réalise des portraits de petite dimension. Il se rend en 1859 à Saint-Pétersbourg où habite sa sœur. Il s'y intéresse à la vie populaire en traçant de nombreux dessins de costumes et d'objets qu'il a ensuite utilisés dans ses tableaux à partir de 1861.
Il a aussi peint des sujets historiques et religieux comme des épisodes de la vie de Jeanne d'Arc, de François Ier et de Jacques Cœur.
Il a participé aux Salons à partir de 1844. Il a obtenu une médaille de 3e classe au Salon de 1861 avec rappel en 1863, et une médaille de 2e classe au Salon de 1864. 

## Publications
- Isidore Patrois, Alphonse Daix, Nouvel enseignement du dessin. Système Patroix-Daix. Séance spéciale tenue le 24 septembre 1840 pour l'exposé d'un nouveau système d'enseignement du dessin, Paris, 1840.
- Isidore Patrois, Alphonse Daix, Nouvelle méthode de dessin et de perspective pratique, Imprimerie de Rey, Paris, 1840.
- Isidore Patrois, Alphonse Daix, Nouvelle méthode de dessin. Figure, ornement, paysage, Paris, 1847.

## Œuvres dans les collections publiques
- Dijon, musée des beaux-arts : François Ier et le Rosso, 1865, huile sur toile.
- Mérélessart, église Saint-Martin, La Charité de saint Martin.
- Reims, musée des beaux-arts : Le Sommeil de l'enfant, 1856, huile sur toile, 24.8 x 22.5 cm[4].
- Rouen, musée des beaux-arts : Jeanne d'Arc allant au supplice, 1867, huile sur toile, 101 x 203 cm[5].
- Toulon, musée d'art : Le Printemps, huile sur toile.

## Galerie

Œuvres d'Isidore Patrois
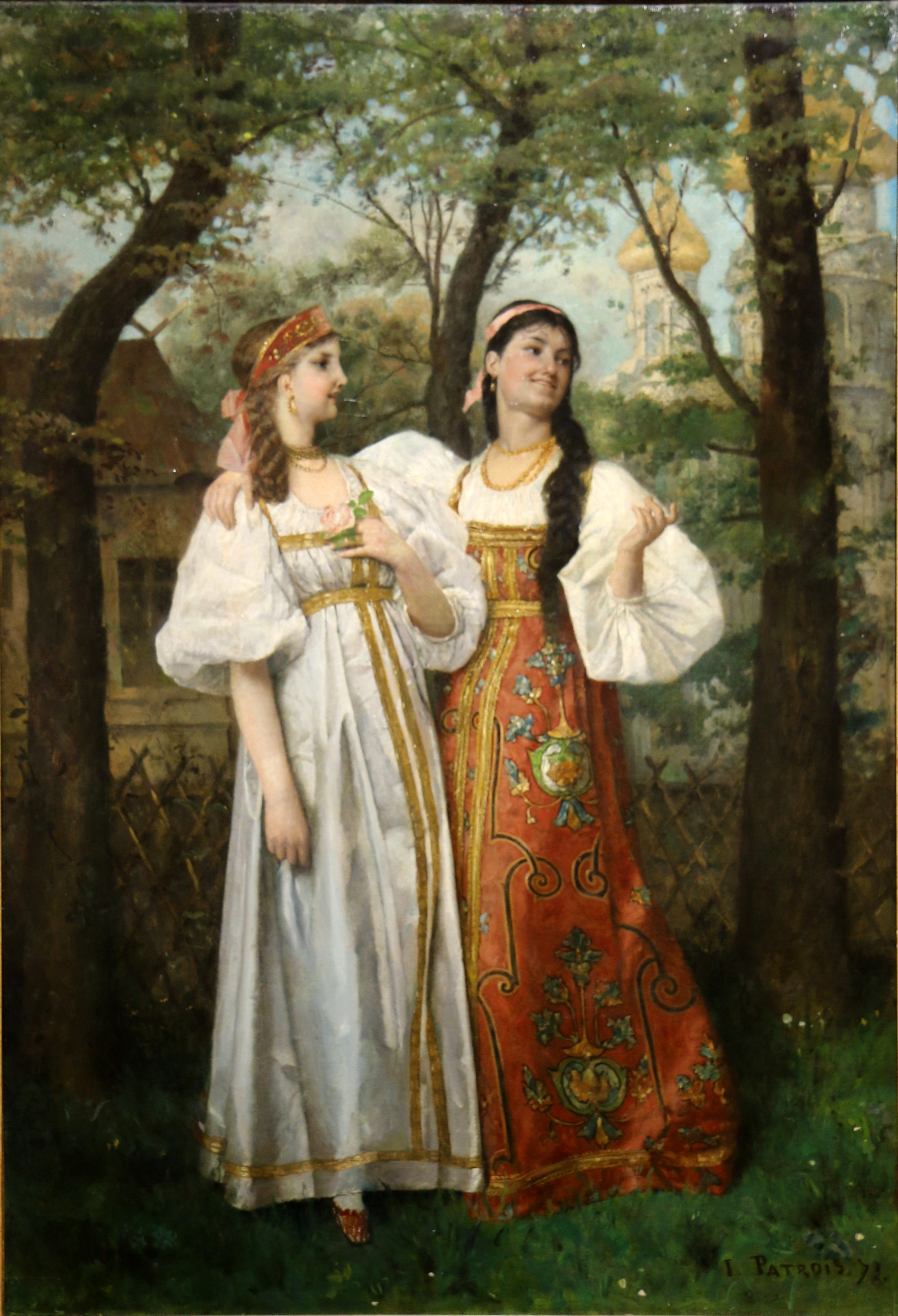
Le Printemps, musée d'art de Toulon.
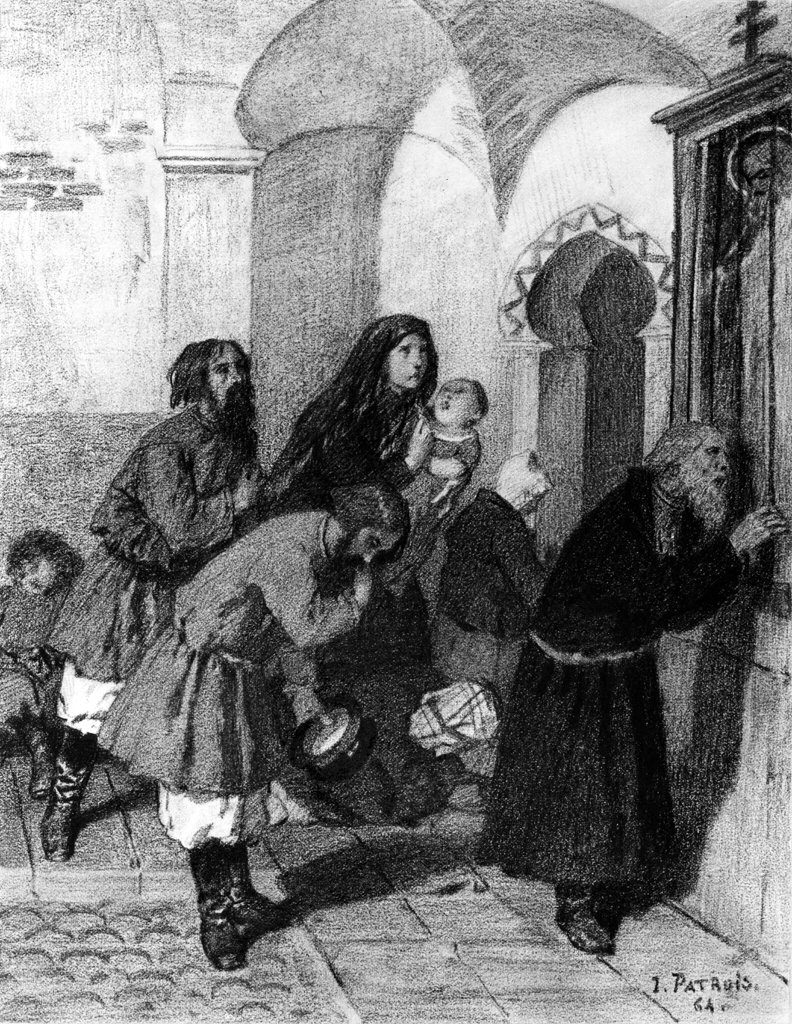
Paysans russes priant devant une icône (1864), dessin, Baltimore, Walters Art Museum.
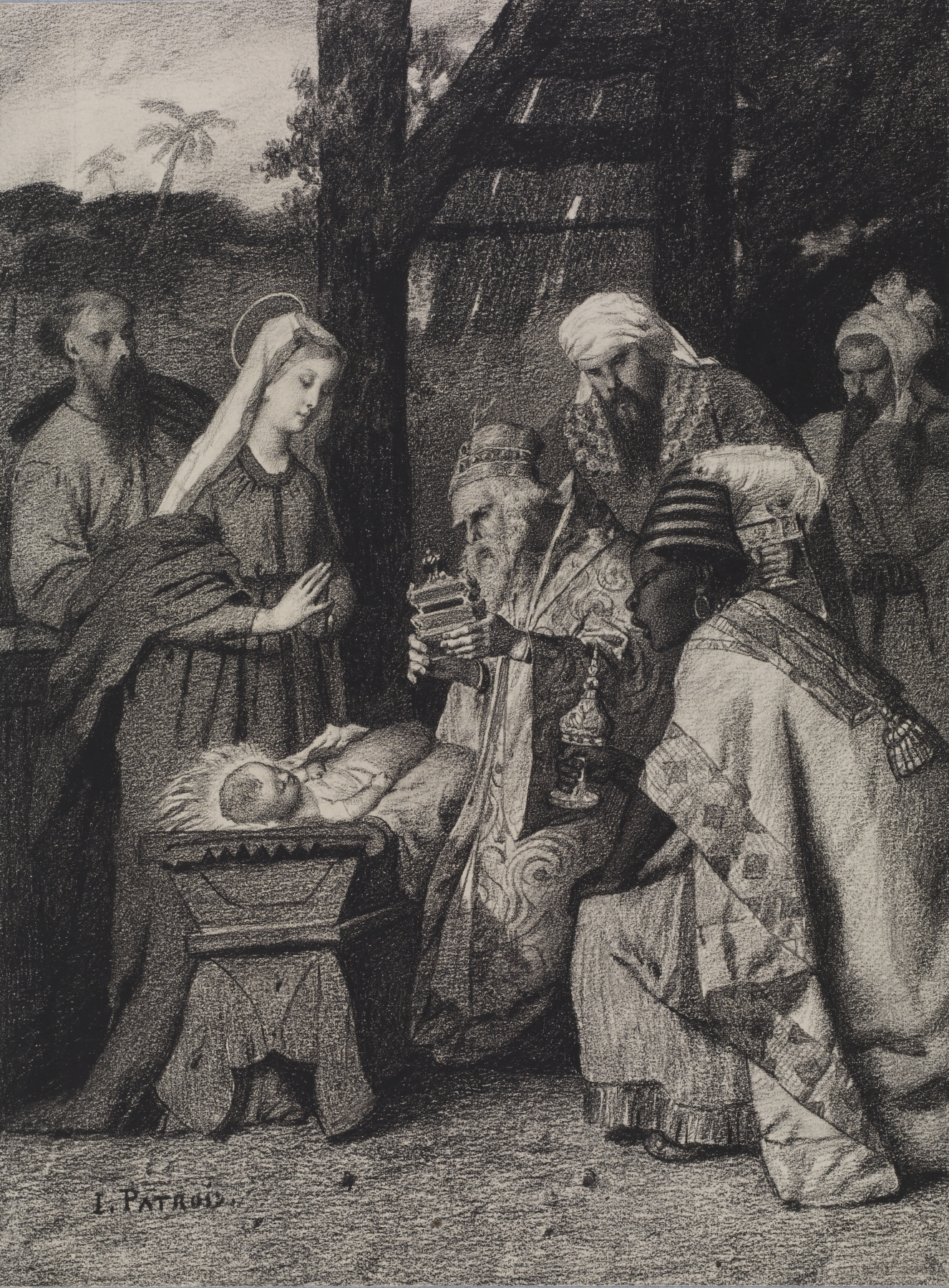
L'Adoration des mages (1865), dessin, Baltimore, Walters Art Museum.
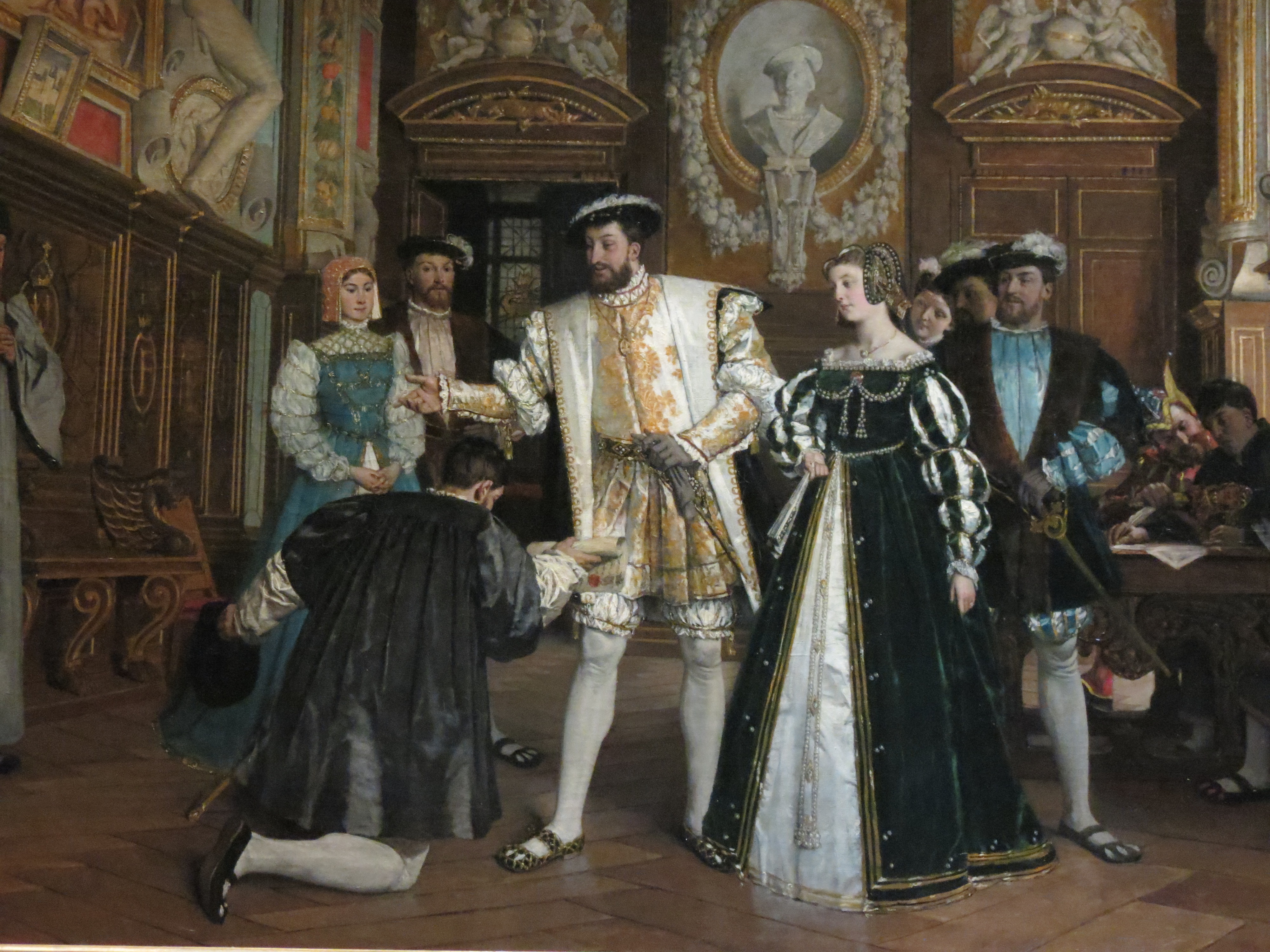
François Ier confère à Rosso les titres et les bénéfices de l'abbaye de Saint-Martin, en récompense de ses travaux de décoration au palais de Fontainebleau (1865), huile sur toile, Musée de Blois